# 171 pr. n. št.

## Dogodki
- začetek druge makedonske vojne.